# Po sobstvennomu želaniju
Po sobstvennomu želaniju (По собственному желанию) è un film del 1973 diretto da Ėduard Aleksandrovič Gavrilov.

## Trama
Mentre erano ancora a scuola, hanno deciso di dedicarsi all'arte. Polina sognava un palcoscenico di balletto, Kostja si immaginava come un poeta e sognava di andare in un istituto letterario. Gli anni sono passati e si sono incontrati di nuovo: lei è un artista di scena, lui è un fabbro. Kostja apprezza la sua professione e ama ancora Polina.